# LatAm Tour 2013
LatAm Tour 2013 – trasa koncertowa zespołu The Cure, odbywająca się w kwietniu 2013 roku, w Ameryce Płd.

## Setlista poszczególnych koncertów
Setlisty według:

### Rio de Janeiro 04.04.13r
Tape/Open, High, End of the World, Lovesong, Push, Inbetween Days, Just Like Heaven, From the Edge of the Deep Green Sea, Pictures of You, Lullaby, Fascination Street, Sleep When I'm Dead, Play For Today, A Forest, Bananafishbones, Shake Dog Shake, Charlotte Sometimes, The Walk, Mint Car, Friday I’m in Love, Doing the Unstuck, Trust, Want, The Hungry Ghost, Wrong Number, One Hundred Years, End
Pierwszy bis: Plainsong, Prayers For Rain, Disintegration
Drugi bis: Dressing Up, The Lovecats, The Caterpillar, Close to Me, Hot Hot Hot, Let's Go To Bed, Why Can't I Be You?, Boys Don’t Cry, 10:15 Saturday Night, Killing An Arab
Widzów: ok. 9000

### São Paulo 06.04.13r.
Tape/Open, High, The End of the World, Lovesong, Push, Inbetween Days, Just Like Heaven, From the Edge of the Deep Green Sea, Pictures of You, Lullaby, Fascination Street, Sleep When I'm Dead, Play For Today, A Forest, Bananafishbones, Shake Dog Shake, Charlotte Sometimes, The Walk, Mint Car, Friday I’m in Love, Doing the Unstuck, Trust, Want, The Hungry Ghost, Wrong Number, One Hundred Years, End
Pierwszy bis: The Kiss, If Only Tonight We Could Sleep, Fight
Drugi bis: Dressing Up, The Lovecats, The Caterpillar, Close To Me, Hot Hot Hot, Let's Go To Bed, Why Can't I Be You?, Boys Don’t Cry, 10:15 Saturday Night, Killing An Arab
Widzów: 30000

### Asunción 09.04.13r.
Tape/Open, High, The End of the World, Lovesong, Push, Inbetween Days, Just Like Heaven, From the Edge of the Deep Green Sea, Pictures of You, Lullaby, Fascination Street, Sleep When I'm Dead, Play For Today, A Forest, Bananafishbones, The Walk, Mint Car, Friday I’m in Love, Doing the Unstuck, Trust, Want, The Hungry Ghost, Wrong Number, One Hundred Years, End
Pierwszy bis: Cold, A Strange Day, The Hanging Garden
Drugi bis: Dressing Up, The Lovecats, The Caterpillar, Close To Me, Hot Hot Hot, Let's Go To Bed, Why Can't I Be You?, Boys Don’t Cry, 10:15 Saturday Night, Killing An Arab
Widzów: ok. 16000

### Buenos Aires 12.04.13r.
Plainsong, Pictures of You, Lullaby, High, The End of the World, Lovesong, Push, Inbetween Days, Just Like Heaven, From the Edge of the Deep Green Sea, Sleep When I'm Dead, Play For Today, A Forest, Primary, Bananafishbones, Charlotte Sometimes, The Walk, Mint Car, Friday I’m in Love, Doing the Unstuck, Trust, Want, Fascination Street, Hungry Ghost, Wrong Number, One Hundred Years, Disintegration
Pierwszy bis: The Kiss, If Only Tonight We Could Sleep, Fight
Drugi bis: Dressing Up, The Lovecats, The Caterpillar, Close To Me, Hot Hot Hot, Let's Go To Bed, Why Can't I Be You?, Boys Don’t Cry, 10:15 Saturday Night, Killing An Arab
Widzów: 45000+

### Santiago 14.04.13r.
Tape/Open, High, The End of the World, Lovesong, Push, Inbetween Days, Just Like Heaven, From the Edge of the Deep Green Sea, Pictures of You, Lullaby, Fascination Street, Sleep When I'm Dead, Play For Today, A Forest, Bananafishbones, The Walk, Mint Car, Friday I’m in Love, Doing the Unstuck, Trust, Want, The Hungry Ghost, Wrong Number, One Hundred Years, End
Pierwszy bis: The Same Deep Water As You, Shake Dog Shake, Charlotte Sometimes, Primary, Cold, A Strange Day, The Hanging Garden
Drugi bis: Dressing Up, The Lovecats, The Caterpillar, Close To Me, Hot Hot Hot, Let's Go To Bed, Why Can't I Be You?, Boys Don’t Cry, 10:15 Saturday Night, Killing An Arab
Widzów: 45000-50000

### Lima 17.04.13r.
Tape/Open, High, The End of the World, Lovesong, Push, Inbetween Days, Just Like Heaven, From the Edge of the Deep Green Sea, Pictures of You, Lullaby, Fascination Street, Sleep When I'm Dead, Play For Today, A Forest (zadedykowane zmarłemutego dnia Gary’emu Biddlesowi), Bananafishbones, The Walk, Mint Car, Friday I’m in Love, Doing the Unstuck, Trust, Want, The Hungry Ghost, Wrong Number, One Hundred Years, End
Pierwszy bis: The Kiss, If Only Tonight We Could Sleep, Fight
Drugi bis: Plainsong, Prayers For Rain, Disintegration
Trzeci bis: Dressing Up, The Lovecats, The Caterpillar, Close To Me, Hot Hot Hot, Let's Go To Bed, Why Can't I Be You?, Boys Don’t Cry, 10:15 Saturday Night, Killing an Arab
Widzów: ok. 36327

### Bogota 19.04.13r.
Plainsong, Pictures of You, Lullaby, High, The End of the World, Lovesong, Sleep When I'm Dead, Push, Inbetween Days, Just Like Heaven, From the Edge of the Deep Green Sea, Prayers For Rain, Play For Today, A Forest, Bananafishbones, The Walk, Mint Car, Friday I’m in Love, Doing the Unstuck, Trust, Want, The Hungry Ghost, Wrong Number, One Hundred Years, Disintegration
Pierwszy bis: The Same Deep Water As You, Cold, A Strange Day, The Hanging Garden
Drugi bis: Shake Dog Shake, Fascination Street, Charlotte Sometimes, Primary
Trzeci bis: The Lovecats, The Caterpillar, Close To Me, Hot Hot Hot, Let's Go To Bed, Why Can't I Be You?, Boys Don’t Cry, 10:15 Saturday Night, Killing An Arab
Widzów: ok. 17000

### Meksyk 21.04.13r.
Tape/Open, High, The End of the World, Lovesong, Push, Inbetween Days, Just Like Heaven, From the Edge of the Deep Green Sea, Prayers For Rain, Pictures of You, Lullaby, Sleep When I'm Dead, Play For Today, A Forest, Bananafishbones, The Walk, Mint Car, Friday I’m in Love, Doing The Unstuck, Trust, Want, The Hungry Ghost, Wrong Number, One Hundred Years, End
Pierwszy bis: The Kiss, If Only Tonight We Could Sleep, Fight
Drugi bis: Plainsong, The Same Deep Water As You, Disintegration
Trzeci bis: Shake Dog Shake, Cold, A Strange Day, The Hanging Garden, Fascination Street, Charlotte Sometimes, Primary
Czwarty bis: Dressing Up, The Lovecats, The Caterpillar, Close To Me, Hot Hot Hot, Let's Go To Bed, Why Can't I Be You?, Three Imaginary Boys (Robert Smith Solo), Fire in Cairo (Robert Solo), (Robert: "Potrzebuje z powrotem mojego zespołu") Boys Don’t Cry, 10:15 Saturday Night, Killing An Arab
Koncert trwał 4 godz. 16 min. i był najdłuższym w historii zespołu.
Widzów: 57500